# TTL (Time To Love)
TTL (Time To Love) – singel południowokoreańskiej grupy T-ara. Utwór promował pierwszy album studyjny Absolute First Album. Został wydany 15 września 2009 roku. W jej nagraniu uczestniczyli: Eunjung, Hyomin, Soyeon i Jiyeon z T-ary oraz Kwangsu, Jihyuk i Geonil z Supernova.
Piosenka TTL (Time to Love) jest pierwszą kolaboracją zespołu z boysbandem Supernova. Niedługo po swojej premierze singel znalazł się na szczytach wszystkich koreańskich list przebojów stając się pierwszym hitem dla obu grup.

## Lista utworów
| Nr | Tytuł                | Czas |
| -- | -------------------- | ---- |
| 1. | "TTL (Time To Love)" | 3:38 |